# Pierre-Henri de Ferran et de Rocabruna
Pierre-Henri de Ferran et de Rocabruna (Barcelone, 1865 – Bruxelles, 1919) est un compositeur de musique catalan.
Il a reçu les premières leçons de composition du maestro Rodriguez Alcántara (ca) à Barcelone, en complétant ses études avec le maestro Enric Morera. Il était considéré comme l'une des jeunes promesses du panorama musical de la période moderniste et, dans les œuvres qu'il a produites, il s'est fait connaître comme un artiste remarquable, se distinguant dans son maniement de l'instrumentation
,.
Parmi ses œuvres se distingue un Andante créé à Barcelone par l'orchestre Crikboom; les œuvres scéniques Las Bodas de Camacho (livret de Jacint Grau et Adrià Gual (en)) et La Cegueta (livret de Modest Urgell); le poème symphonique Le Soir (paroles du célèbre peintre belge Jean Delville); et Primavera, œuvre créée à Bruxelles en 1914
.
Il a laissé éditées les compositions: Primavera, Berceuse, Au Rosignol, paroles de Guanyavents; Ofrena, paroles d'Enric de Fuentes, et Praeterita, paroles de Paul Bourget, et inédites : Les amants de Palerme, opéra en trois actes; Barnum, opereta; Le Sylphe, poème symphonique, et diverses chansons catalanes. Son fonds documentaire, avec partitions de plus de 80 œuvres, est déposé et catalogué à la Bibilothèque de Catalogne.

## Biographie

### Premières années
Pierre-Henri de Ferran et de Rocabruna (catalan: Pere-Enric, espagnol: Pedro-Enrique) est né à Barcelone le 2 juin 1865 dans une famille riche et influente aux racines nobles.
Son grand-père paternel était Andrés de Ferran y Dumont, docteur en droit et avocat, fondateur de l'Institut Agrícola Català de Sant Isidre. Son père, Ignacio Maria de Ferran y de Ribes, était  docteur en droit, professeur de droit et d'économie politique et académicien. Sa mère, Petra de Rocabruna y Jordà, était la fille du baron d'Albi.
Quand Pierre-Henri avait cinq ans, sa mère Petra est décédée et quand il avait quinze ans, son père Ignacio est décédé, laissant Pierre-Henri sous la tutelle de son grand-père Andrés, qui a eu une grande influence sur Pierre-Henri, notamment dans l'orientation et la promotion de sa éducation.
Enfant, il montrait déjà de l'intérêt et de l'admiration pour la musique, devenant un passe-temps que la famille réprimait, considérant que la musique était un dévouement inapproprié à la position sociale qu'ils occupaient. Le grand-père-tuteur a insisté pour que Pierre-Henri étudie le droit et devienne avocat comme l'avaient été son père et son grand-père. Ainsi, Pierre-Henri a suivi les projets familiaux et a poursuivi des études de droit, restreignant et reportant sa vocation musicale.
À la fin du XIXe siècle, il épousa Francesca Finet y Pansas, décédée peu de temps après et avec qui il n'eut pas d'enfants. En 1901, il épousa Camila Sardà y Ballester, d'une famille de Reus, avec qui il eut six enfants.
Dans sa vie privée et familiale, Pierre-Henri de Ferran a adopté des options considérées comme avant-gardistes ou extravagantes pour l'époque, comme suivre un régime végétarien ou faire bronzer ses enfants nus sur la terrasse de sa maison.
Il a résidé à Barcelone, Bruxelles, Reus et Madrid et mourut à Bruxelles en 1919.

### Carrière musicale à Barcelone
À l'âge de 30 ans, il abandonne la profession d'avocat (il semble qu'il ne l'ait jamais exercé) et se consacre avec passion à l'étude de la musique sous la direction de Rodriguez Alcántara (ca)] et d'Enric Morera. Il s'est développé musicalement dans le milieu du mouvement artistique et musical moderniste catalan, qui a prospéré à Barcelone à la fin du XIXe et au début du XXe siècle.
En 1902, il crée sa première œuvre, Andante pour instruments à archet, au théâtre Novedades de Barcelone, par l'orchestre de la Société Philharmonique de Barcelone, une entité dirigée par le violoniste et pédagogue belge Mathieu Crickboom, qui a eu une grande influence sur Pierre-Henri, ainsi que le violoniste Eugène Ysaÿe, professeur de Crickboom et collaborateur de la Société Philharmonique. La presse de l'époque souligne le bon accueil qu'Andante reçut de la part du public et des critiques,.

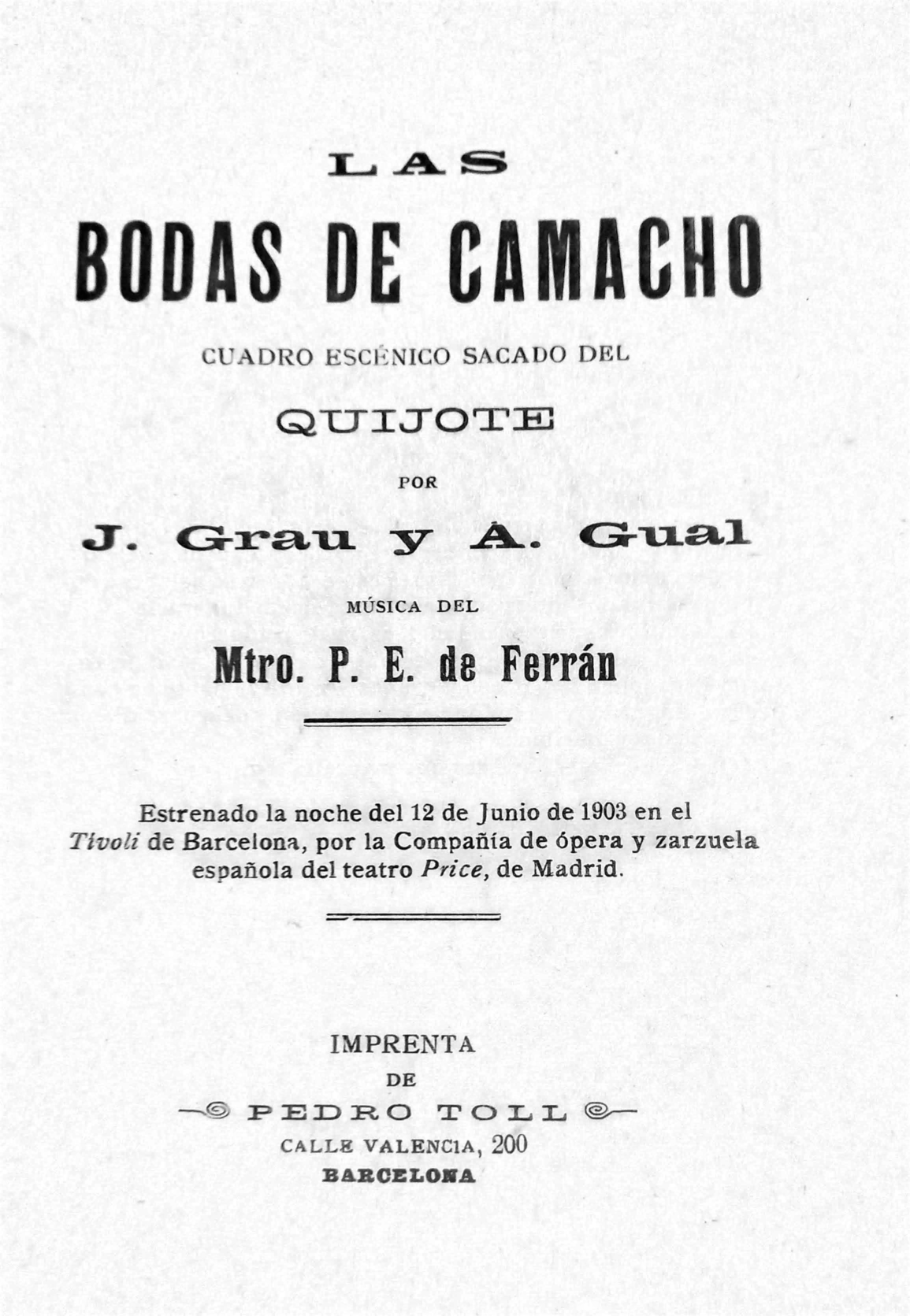
Couverture du livret de Las Bodas de Camacho, Barcelone 1903

L'année suivante, en 1903, l'œuvre lyrique Las Bodas de Camacho est créée au théâtre Tívoli de Barcelone, avec musique de Pierre-Henri de Ferran et un livret de Jacint Grau et Adrià Gual (en), basé sur un épisode de Don Quichotte. Les critiques dans la presse soulignent très favorablement la qualité et la facture de la musique, soulignant particulièrement le prélude,.
Entre 1902 et 1910, Pierre-Henri de Ferran a mis en musique plusieurs pièces lyriques, certaines d'entre elles encadrées dans le Théâtre Lyrique Catalan d'Enric Morera, comme La Núvia, paroles d'Adrià Gual (en), et L'Eterna Lluita, paroles d' Enric de Fuentes. De plus, en 1909, il crée la pièce lyrique La Canción de la Ninfa au Théâtre Apolo de Barcelone, avec des paroles d'Emilio Roig (pseudonyme de Baldomer Gili i Roig).
Il a également composé des pièces chorales et des chansons pour voix et piano. Dans toutes ces pièces, nous trouvons des textes d'auteurs importants de l'époque, tels que Apel·les Mestres, Modest Urgell, Jacint Grau, Emili Guanyavents, Jaume Massó, Enric de Fuentes, Paul Bourget et, tout particulièrement, l'auteur et entrepreneur de théâtre Adrià Gual (en), avec qui Pierre-Henri a collaboré à plusieurs reprises et avec qui il a eu une amitié.
Sont particulièrement remarquables les chansons avec accompagnement au piano A un Rossinyol et le cycle de cinq pièces: Ofrena, Praeterita, Et veig per tot, Amor! et Primavera; certains d'entre eux ont été publiés par les maisons d'édition Universo Musical et Casa Dotesio (prédécesseurs de Unión Musical Española).
Parallèlement, pendant cette période, Pierre-Henri de Ferran écrit occasionnellement des chroniques et des critiques musicales pour certains journaux de Barcelone.

### Bruxelles
En 1910, Pierre-Henri de Ferran décide de s'installer à Bruxelles avec sa famille. Comme l'explique le compositeur dans une interview, il n'a pas trouvé en Espagne l'environnement artistique et musical dont il avait besoin pour ses ambitions créatives; et il pensait que l'art et la musique étaient beaucoup plus appréciés en Belgique qu'en Espagne.
Cette décision a probablement été influencée par le fait que deux de ses mentors avaient quitté Barcelone: Mathieu Crickboom était revenu en Belgique en 1904 et en 1909 Enric Morera était parti pour l'Argentine. Comme l'explique Camila, la fille aînée du compositeur, dans ses mémoires, le climat politique et social raréfié que connaissait Barcelone après les événements de la Semaine Tragique de 1909 a également pesé sur la décision.
A Bruxelles, il commence à établir des contacts et des relations pour canaliser son activité créatrice; il reçut sans doute le soutien de Mathieu Crickboom, alors professeur au Conservatoire de Liège, à qui il dédia la romance pour violon et piano Primavera, créée en 1914 au Théâtre de la Monnaie à Bruxelles, et publiée chez Breitkopf & Härtel.
Une amitié très importante était le peintre et poète symboliste belge Jean Delville, dont le poème Le Soir Confidentiel a été mis en musique par Pierre-Henri de Ferran dans ce qui est probablement son œuvre la plus célèbre, le poème symphonique Crepúsculo (Le Soir), qui en 1914 était en cours de finalisation pour sa première prévue à Bruxelles. Il entame également une collaboration avec le poète Maurice Boné de Villiers, avec un livret à partir duquel il commence la composition de l'opéra Les amantes de Palerme.
Pendant son séjour à Bruxelles, il est correspondant en Belgique du journal barcelonais La Vanguardia.

### Retour en Espagne
Début août 1914, la Première Guerre mondiale éclate, l’armée allemande entre en Belgique et marche vers Bruxelles. Pierre-Henri de Ferran a décidé de fuir précipitamment avec sa famille vers l'Espagne, avant que les voies de communication ne soient coupées, emportant avec lui le maximum d'œuvres musicales qu'il pouvait transporter.
Pendant que dure la guerre, Pierre-Henri de Ferran s'installe à Reus, où il bénéficie du soutien de la famille de son épouse (sauf les premiers mois qu'il passe à Barcelone et une courte période de résidence à Madrid), en alternance avec de fréquents voyages à Madrid, où il est entré dans les cercles artistiques et musicaux de la capitale.
Il reprend son activité musicale et présente en 1915 sa romance pour violon et piano Primavera, qu'il avait déjà créée à Bruxelles en 1914, au Palau de la Música Catalana de Barcelone; la même pièce a été présentée à l' hôtel Ritz de Madrid en 1917, avec de bonnes critiques de la part des critiques dans les deux cas.
Sa carrière musicale culmine avec la création en 1917 au Gran Teatro de Madrid du poème symphonique Crepúsculo (Le Soir), sur des paroles de Jean Delville, pièce que la guerre avait empêchée d'être créée à Bruxelles. Interprété par l'orchestre Benedito et sous la direction du maestro Rafael Benedito (es) lui-même, il a reçu un grand accueil, et le succès se reflète dans les critiques musicales des journaux madrilènes.
Il compose quelques pièces pour piano solo, comme Abril, dédiée à Andrés Segovia, il commence la composition de l'opérette Barnum avec un livret de Marc-Jesús Bertran Tintorer, il commence des collaborations avec Enrique García Álvarez (es) et Alfonso Hernández-Catá pour d'autres opérettes, il travaille sur un poème symphonique sur la poésie Le Sylphe de Victor Hugo et continue de développer l'opéra Les amantes de Palerme qu'il avait commencé en Belgique.

### Retour à Bruxelles et mort
Une fois la guerre terminée, et après avoir attendu un temps raisonnable que la situation en Belgique se stabilise, Pierre-Henri de Ferran revient s'installer à Bruxelles avec sa famille en juillet 1919, et reprend les contacts et le travail, avec certaines difficultés initiales, parce que pendant la guerre, leur maison à Bruxelles avait été pillée et que non seulement des objets ménagers, mais aussi des documents laissés sur place lors de leur fuite précipitante avaient été perdus.
Malheureusement, le 6 novembre 1919, moins de quatre mois après son retour à Bruxelles, Pierre-Henri de Ferran décède subitement à l'âge de 54 ans, victime d'une crise cardiaque. Il n'a jamais rencontré sa plus jeune fille Geneviève, née 8 jours seulement après la mort de son père.

### Héritage
Il laisse inachevé l'opéra Les Amantes de Palerme, livret de Maurice Boné de Villiers, l'opérette Barnum, livret de Marc-Jesús Bertran Tintorer, et le poème symphonique El Silfo basé sur un poème de Victor Hugo.
Le fait qu'il soit décédé hors d'Espagne, où il commençait à être reconnu et apprécié, et que sa veuve ait décidé de rester en Belgique alors que le pays se remettait encore des ravages de la guerre, cela a fait que l'œuvre de Pierre-Henri de Ferran a cessé d'être programmée et promue.
Les archives personnelles du compositeur, contenant la plupart des partitions de ses œuvres, ont été conservées pendant plus de 70 ans, d'abord par sa veuve, puis par ses filles; en 2005 ils ont été transférées à la Bibliothèque de Catalogne, où elles sont entièrement inventoriées et cataloguées.

## Œuvres
Liste des œuvres les plus pertinentes de Pierre-Henri de Ferran, avec indication, le cas échéant, des données de création et de publication.

### Orchestre Symphonique
Crepúsculo (Le Soir)
Poème symphonique pour orchestre et voix (soprano).
Texte de Jean Delville.
Créée au Gran Teatro de Madrid le 15 avril 1917.
Orchestre Benedito.
Las Bodas de Camacho
Pièce scénique sur un épisode de Don Quichotte.
Livret de Jacint Grau et Adrià Gual (en).
Créée au Théâtre Tivoli de Barcelone le 12 juin 1903.
Compagnie lyrique du Théâtre Price de Madrid.
La Canción de la Ninfa
Œuvre scénique avec livret de Baldomer Gili i Roig.
Créée au Théâtre Apolo de Barcelone le 26 juin 1909.

### Orchestre à cordes
Andante pour instruments à archet
Créée au Théâtre Novedades de Barcelone en 1902.
Orchestre de la Société Philharmonique de Barcelone .
Direction : Domènec Mas y Serracant.
Violon : Mathieu Crickboom.
Berceuse
Publié en 1910 par Imprenta y Litografía Blasi, Barcelone.

### Violon et Piano
Primavera
Dédié à Mathieu Crickboom.
Créée en 1914 au Théâtre Royal de la Monnaie de Bruxelles, en 1915 au Palau de la Música Catalana de Barcelone et en 1917 à l' Hôtel Ritz de Madrid.
Publié en 1913 par Breitkopf & Härtel, Bruxelles.

### Voix et piano
Au Rossignol
Paroles d' Emili Guanyavents .
Publié en 1902 par Universo Musical, Barcelone.
Ofrena
Paroles d' Enric de Fuentes.
Publié en 1912 par la Sociedad Anónima Casa Dotesio, Barcelone.
Praeterita
Paroles de Paul Bourget.
Publié en 1912 par la Sociedad Anónima Casa Dotesio, Barcelone.
Et veig per tot
Paroles de Adrià Gual (en).
Amor!
Paroles de Adrià Gual (en).
Primaveral
Paroles de Jaume Terri.
Tu pupila es azul
Paroles de Gustavo Adolfo Bécquer.
Dédié à Antonio Tirabassi (it).

### Musique chorale
Canço d'Agost
Paroles de Apel·les Mestres .
Celístia
Paroles d' Emili Guanyavents .
Muntanyes
Paroles de Jaume Massó.
Muntanyes del Canigó

### Piano seul
Avril
Dédié à Andrés Segovia .
Tendre Aveu
Valse.